# Canebière
La Canebière, antiguamente Cannebis y posteriormente Cannebière (en occitano-provenzal: la Canebiera en la norma clásica o la Canebiero en la norma mistraliana) es una arteria del centro de Marsella, Francia que tiene 1000 m de longitud y va de la Iglesia de los Reformados al Vieux Port e incluye, desde 1927, la Rue Noailles y las Allées de Meilhan.

## Etimología
La Canebière (antiguamente «la Cannebis») procede del provenzal canebe, que proviene a su vez del latín cannabis, cannabis, m, que significa cáñamo. En efecto, Marsella era una de las mayores productores de cáñamo del mundo para la fabricación y el comercio de cuerdas, maromas y cestas. En provenzal, una canebiera es una plantación de cáñamo, o chènevière en francés.

## Historia
Originalmente, allí había una vaguada que recogía las aguas de las fuentes de Saint-Bauzile, Reynier, Loisir y Poussaraque, así como las aguas pluviales que descendían de la meseta Longchamp y de la llanura Saint-Michel. Las aguas se perdían en los pantanos que ocupaban la parte inferior de la Canebière, entre el actual Quai des Belges y la Place Charles-de-Gaulle.
En el siglo X, el lugar recibió el nombre de Plan Fourmiguier.
En 1296, el conde de Provenza Carlos II obtuvo una concesión de la ciudad para instalar allí los astilleros navales. En el siglo XVII, el rey Luis XIV ordenó la extensión de la ciudad, así como la construcción del Arsenal de las Galeras en ella, que se instaló en la Plan Fourmiguier. Los constructores e instalaron en la orilla sudeste del puerto y los cordeleros en la Rue Corderie.
En 1666, se destruyeron las murallas de la ciudad y empezó la comercialización de los terrenos de los nuevos barrios. Llamada inicialmente Rue Saint-Louis por el promotor del proyecto, la primera mención del nombre de Canebière aparece el 23 de abril de 1672 en una deliberación de la Comisión de la Ampliación, la encargada de vender los terrenos, elaborar y hacer ejecutar los planes de urbanización.

### La Canebière

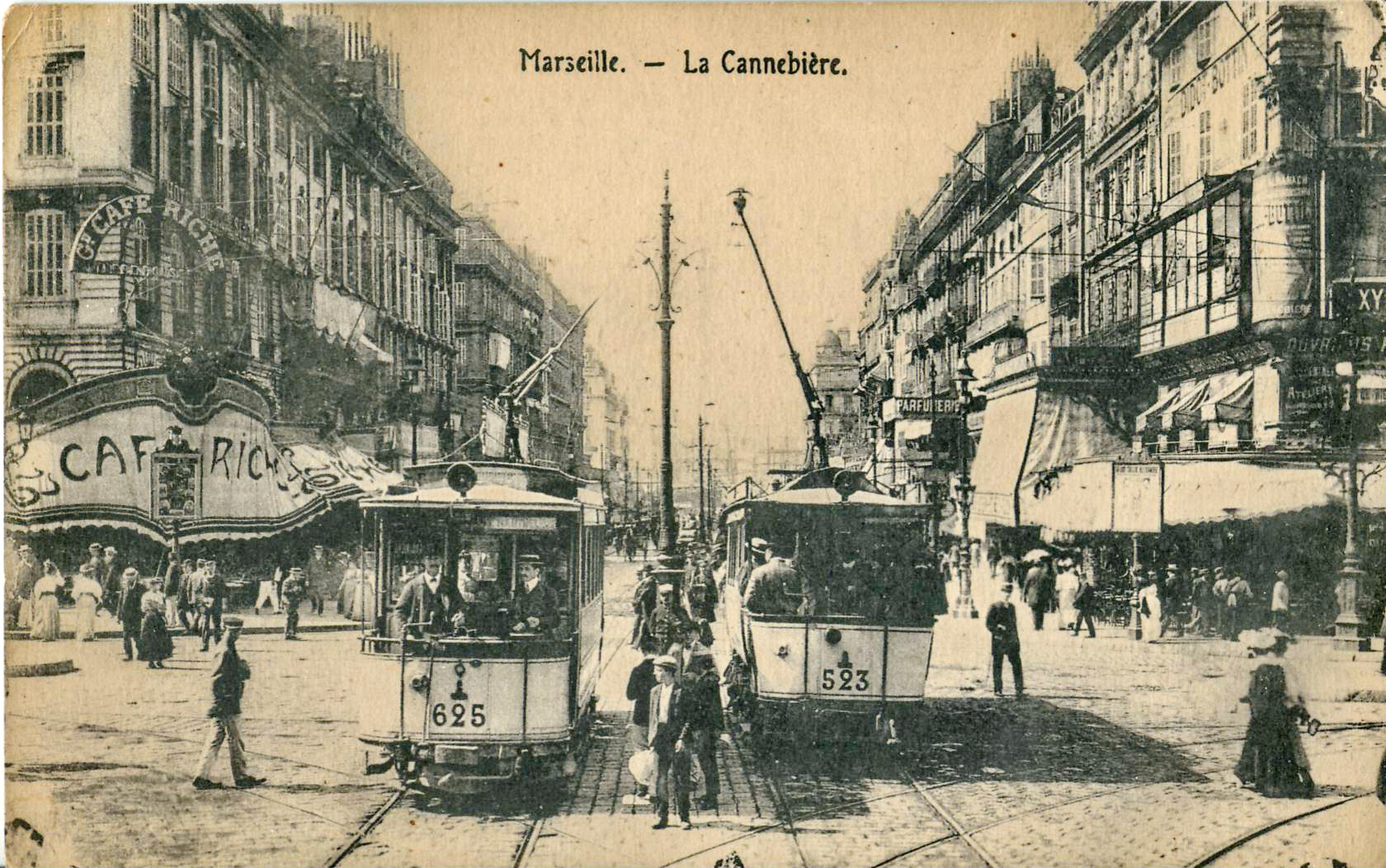
La Canebière y sus tranvías, antes de la Primera Guerra Mundial…

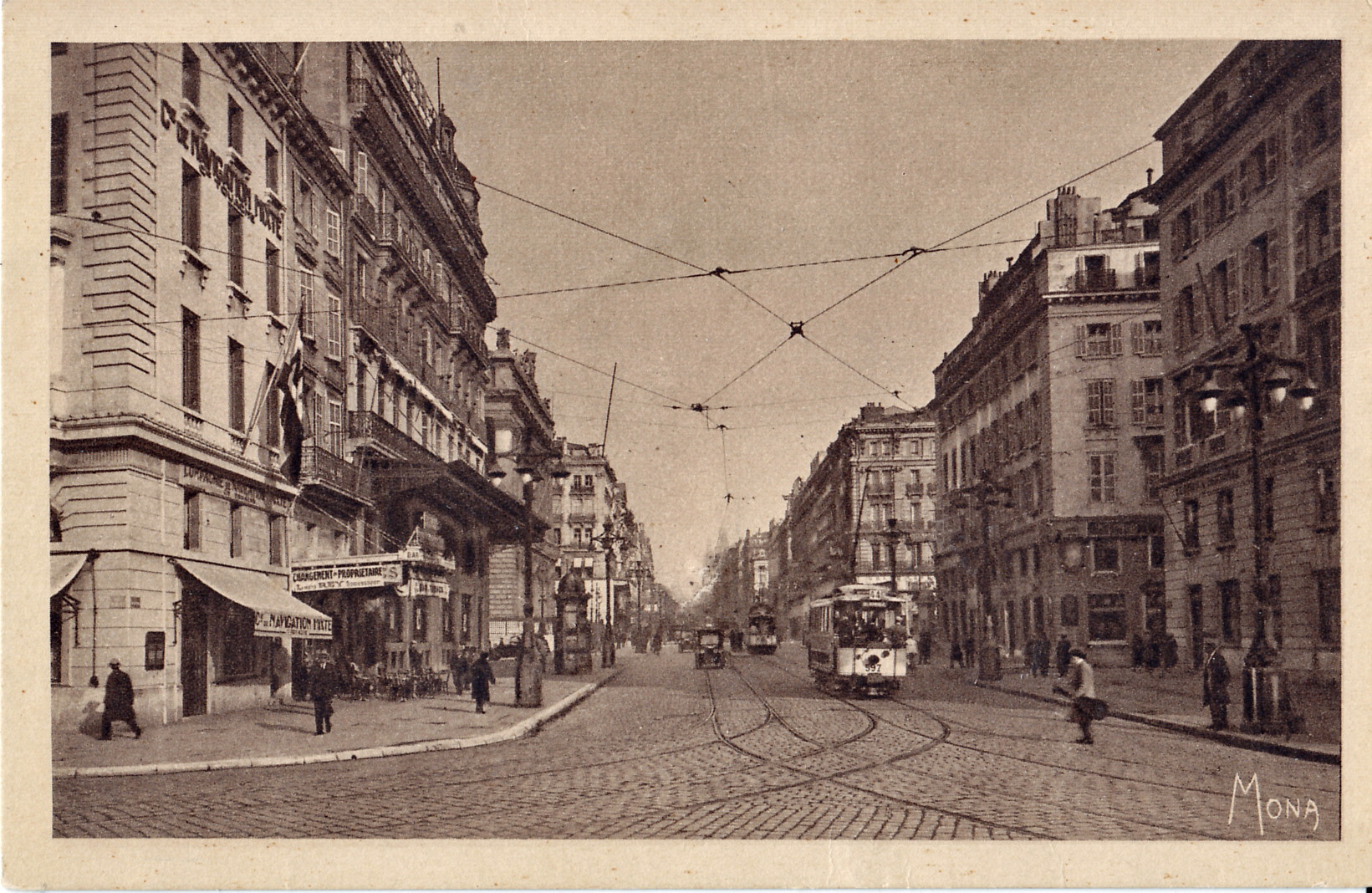
... y en los años 1930.

Originalmente, la calle estaba comprendida entre el Cours Saint-Louis y el Arsenal de las Galeras. Con una longitud de 250 metros y una anchura de 11 metros, estaba bordeada al sur por el pequeño Jeu de Mail, versión antigua del juego de croquet.
Las primeras casas (actualmente destruidas) se construyeron en 1671 en la esquina de la Canebière con el Cours Belsunce. En 1727 se plantaron filas de árboles, que transformaron la calle en un paseo. Era aquí donde se celebraban los mercados de frutas y legumbres.
Entre 1743 y 1751 se construyeron los edificios comprendidos entre la Rue Saint-Ferréol y el Cours Saint-Louis, en los que se instalaron comercios de lujo como perfumerías, librerías y confiterías. Las aceras están pavimentadas con tiercenaux, ladrillos macizos colocados sobre cantos.
En 1785 se abandonó el Arsenal de las Galeras, lo que permitió la prolongación de la Canebière hasta el Vieux-Port.
Durante la Revolución Francesa, se instaló la guillotina a la altura de la Place Charles-de-Gaulle.
En 1853, se destruyeron algunos edificios, porque rompían la alineación de la calle. En 1854 empezó la construcción del Palais de la Bourse, que alberga la Cámara de Comercio. Esta, creada en 1599 por los comerciantes, se situaba anteriormente en el Ayuntamiento.
En 1857, el Consejo Municipal decidió que la Canebière tuviera treinta metros de anchura. Se demolieron las casas que bordeaban la calle y se construyeron otras, de las cuales la mayoría se conserva en la actualidad. Entre 1857 y 1927, la calle se llamaba oficialmente Cannebière.

### La Rue Noailles
Esta calle se creó al mismo tiempo que la Canebière, en 1666. Situada entre el Cours Saint-Louis y la puerta de las murallas, estaba habitada por grandes familias que le dieron su primer nombre, Rue des Nobles.
El constructor de galeras Jean-Baptiste Chabert construyó aquí un hôtel particulier que alquiló a Jacques de Noailles, teniente de galeras. Su nombre permanecería conectado a la calle, a la plaza que la prolonga y a la puerta de las murallas.
En 1859, el Consejo Municipal votó el ensanchamiento de la calle, que pasó de ocho a treinta metros, al igual que la Canebière. Para permitirlo, se demolieron las bellas residencias nobiliarias que habían dado su primer nombre a la calle. No obstante, la casa situada en la esquina del Cours Saint-Louis no se demolió, sino que solo se reconstruyó su fachada para que estuviera alineada con la calle.
En 1806 se construyeron el Hôtel du Louvre et de la Paix, el Grand Hôtel de Noailles y el Grand Hôtel:
- Hôtel du Louvre et de la Paix: Este palacio tiene 179 habitaciones y varios salones privados. Acogió, entre otros, a Mark Twain, a Camille Flammarion y al Emperador de Brasil Pedro II. Entre 1941 y 1977 estuvo ocupado por la Marina Nacional. La fachada está decorada con cuatro estatuas que tienen en la mano los símbolos de los cuatro continentes. También tiene blasones de las naciones europeas, excepto el del Imperio Austro-Húngaro que fue destruido durante la Primera Guerra Mundial. El 8 de junio de 1982 se declararon monuments historiques la fachada, los techos, la escalera, la planta baja, dos salones y la sala de conferencias del edificio.

- El Grand Hôtel. Construido en una parte del hôtel particulier que había construido Jean-Baptiste Chabert y que alquiló al teniente de galeras Jacques de Noailles, está situado en la esquina con el Cour Garibaldi. Ha acogido a muchas celebridades, como Gandhi en 1931. El cantante y compositor Charles Trenet debutó en el cabaret de este hotel. Cerrado en los años 1990, fue transformado en comisaría central.

- El Grand Hôtel de Noailles, construido también en el emplazamiento del antiguo hôtel particulier de Jean-Baptiste Chabert, se convirtió en sede de un banco.

### Allées de Meilhan
Derribadas las murallas, los proyectos de ensanche de la ciudad contemplaban un paseo en su lugar. Este paseo se creó en 1733, y bordea el convento de las religiosas de la “penitencia de la orden de San Francisco” o lionesas (lyonnaises), que dieron su primer nombre al paseo. Con la ayuda de Gabriel Sénac de Meilhan, intendente de Provenza, se terminó esta calle en 1775, año en el que recibió su nombre en agradecimiento.
Pronto se convirtieron en un lugar predilecto de paseo de los marselleses, y se instalaron allí un quiosco de música y merenderos que permitían la celebración de banquetes y reuniones políticas.
En esta calle se celebran muchas ferias:
- Entre 1839 y 1860, la foire Saint-Lazare, que se trasladó después a la Place Saint-Michel (actual Place Jean-Jaurès), llamada la Plaine ("La Llanura").
- A partir de 1850, la foire aux herbes et plantes aromatiques ("feria de las hierbas y plantas aromáticas"), convertida posteriormente en la foire à l'ail et aux taraïettes ("feria del ajo y las taraïettes").
- En 1883, la foire aux santons ("feria de los santones"), que se realizaba desde 1803 en el Cours Saint-Louis, se celebró por primera vez en las Allées de Meilhan con ocasión de Navidad.

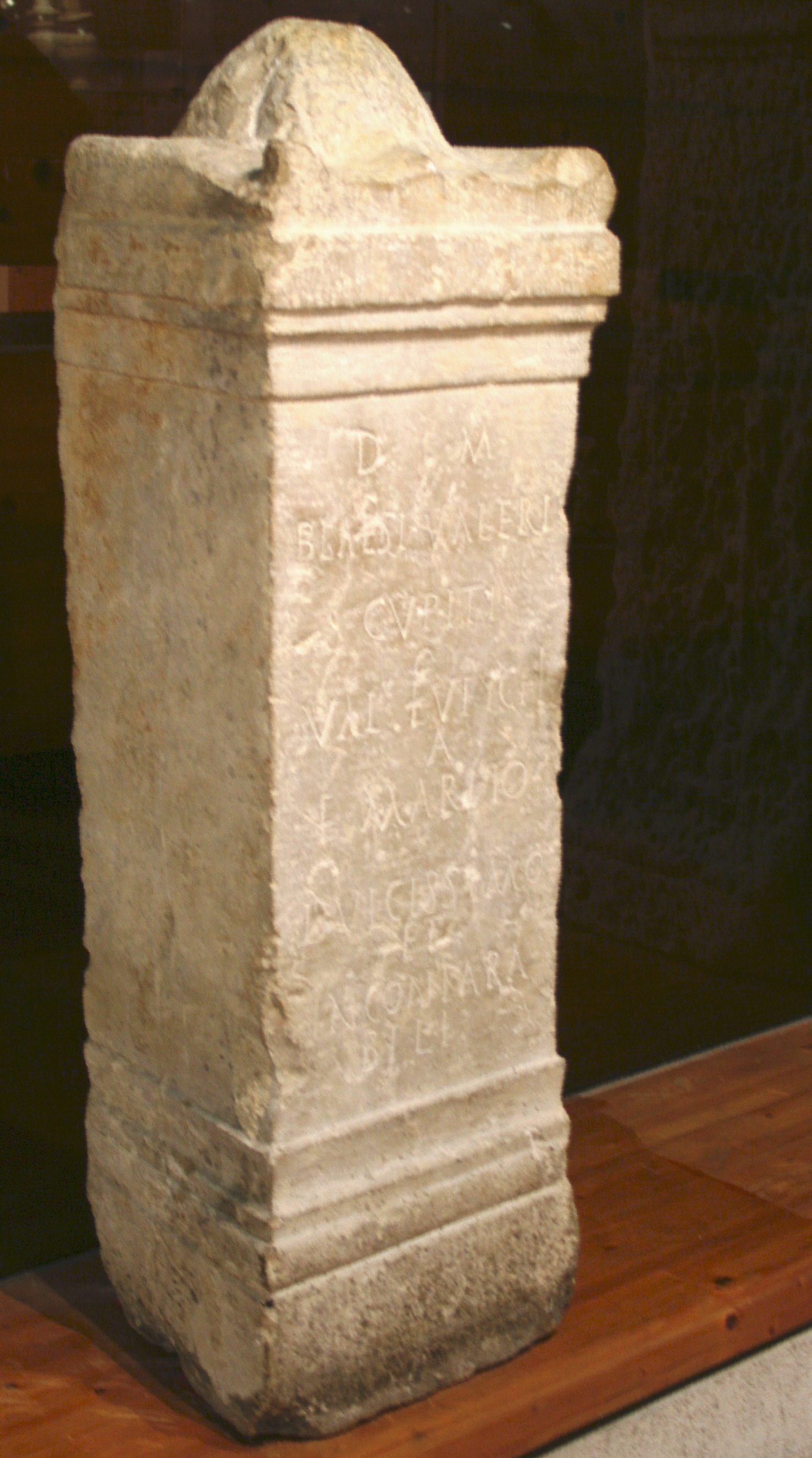
Cipo funerario de 1,20 metros de altura y 0,40 metros de anchura encontrado en las Allées de Meilhan en 1975. Es de piedra caliza de Cassis, dedicada al espíritu de Valerius Blaesus Cupitus.

En esta calle se encuentra la fuente de la Poussaraque. Cuando se construyó el aparcamiento de las Allées Léon-Gambetta, se renovó una cámara de recogida de agua que data del siglo XVIII y recogía todas las aguas de las fuentes de los alrededores (Saint-Bauzile, Reynier, Loisir, Poussaraque) así como las aguas pluviales que descendían de la meseta Longchamp. Eran conducidas a través de un colector hasta el Grand Puits ("El Gran Pozo"), situado en la proximidad del Cours Belsunce.
Los agustinos reformados, que se instalaron en Marsella en 1605, construyeron su convento en el barrio de Saint-Bauzille en 1611. La capilla se destruyó el 30 de noviembre de 1869, después de la construcción de la Iglesia de San Vicente de Paúl, llamada de los Reformados (Réformés).
Frente a la iglesia, desde 1894, se encuentra el monumento de los Mobiles, obra del escultor Constant Roux y que conmemora a los soldados de la guardia móvil, cuerpo de reservistas movilizado por el gobierno durante la guerra franco-prusiana de 1870. Está iluminado desde finales de 2012, según el proyecto de Bastien LEANDRI, diseñador de iluminación de la ciudad de Marsella.
Las Allées de Meilhan se han llamado, por orden cronológico:
- Cours des Lyonnaises
- Allées de Meilhan
- Champ du Dix-Août, durante la Revolución Francesa
- Allées de Meilhan, principios del siglo XIX
- Canebière desde 1927

### La Canebière después de 1927
En 1927, el consejo municipal decidió reunir las tres calles y darle el nombre único de Canebière, suprimiendo legalmente la palabra rue ("calle"). Se modificó la numeración, empezando a partir de entonces en el Quai de la Fraternité (antiguamente Quai des Belges).
El 9 de octubre de 1934, frente al Palais de la Bourse, el Rey Alejandro I de Yugoslavia y el ministro francés de Asuntos Exteriores, Louis Barthou, fueron víctimas de un atentado cometido por un nacionalista macedonio.
El 28 de octubre de 1938, el incendio de la tienda Nouvelles Galeries causó la muerte de 73 personas. Tras este incendio el alcalde Henri Tasso fue destituido y Marsella se puso a tutela del Estado, dirigida por un administrador extraordinario que tenía rango de prefecto. El Corps municipal des sapeurs-pompiers de la ville de Marseille ("Cuerpo municipal de bomberos de la ciudad de Marsella"), que no logró extinguir el incendio, fue disuelto y el 29 de julio de 1939 se creó el Bataillon de marins-pompiers de Marseille ("Batallón de marines-bomberos de Marsella") para sustituirlo y proteger a la ciudad.
Tras la Segunda Guerra Mundial, la Canebière, aunque continuó siendo la calle más conocida de la ciudad, perdió importancia y cayó en un cierto proceso de degradación social y urbanística.
El Instituto Universitario de Formación del Profesorado, la Facultad de Ciencias Económicas y de Gestión y la Facultad de Derecho se instalaron en la Canebière.
El 30 de junio de 2007 volvió el tranvía a la calle.
En la esquina de la Canebière, el Cours Saint-Louis y el Cours Belsunce se encuentra el Kilómetro Cero de Marsella, que permite el cálculo de la distancia de Marsella a París, así como la numeración de los edificios.

## En la cultura popular
Marsella siempre se ha caracterizado por la presencia de marineros de los cuatro rincones del mundo, gracias a su puerto. Los marineros angloparlantes de principios del siglo XX traducían Canebière por can-o-beer, es decir, lata de cerveza, a causa de los numerosos locales de bebidas que había en la calle.
En 1935 René Sarvil (letra) y Vincent Scotto (música) escribieron una canción llamada Canebière, que fue reproducida en una opereta y dos películas.